# Isoplatoides sagus
Isoplatoides sagus är en stekelart som först beskrevs av Girault och Alan Parkhurst Dodd 1915.  Isoplatoides sagus ingår i släktet Isoplatoides och familjen puppglanssteklar. Inga underarter finns listade i Catalogue of Life.